# Statthalterdenkmal

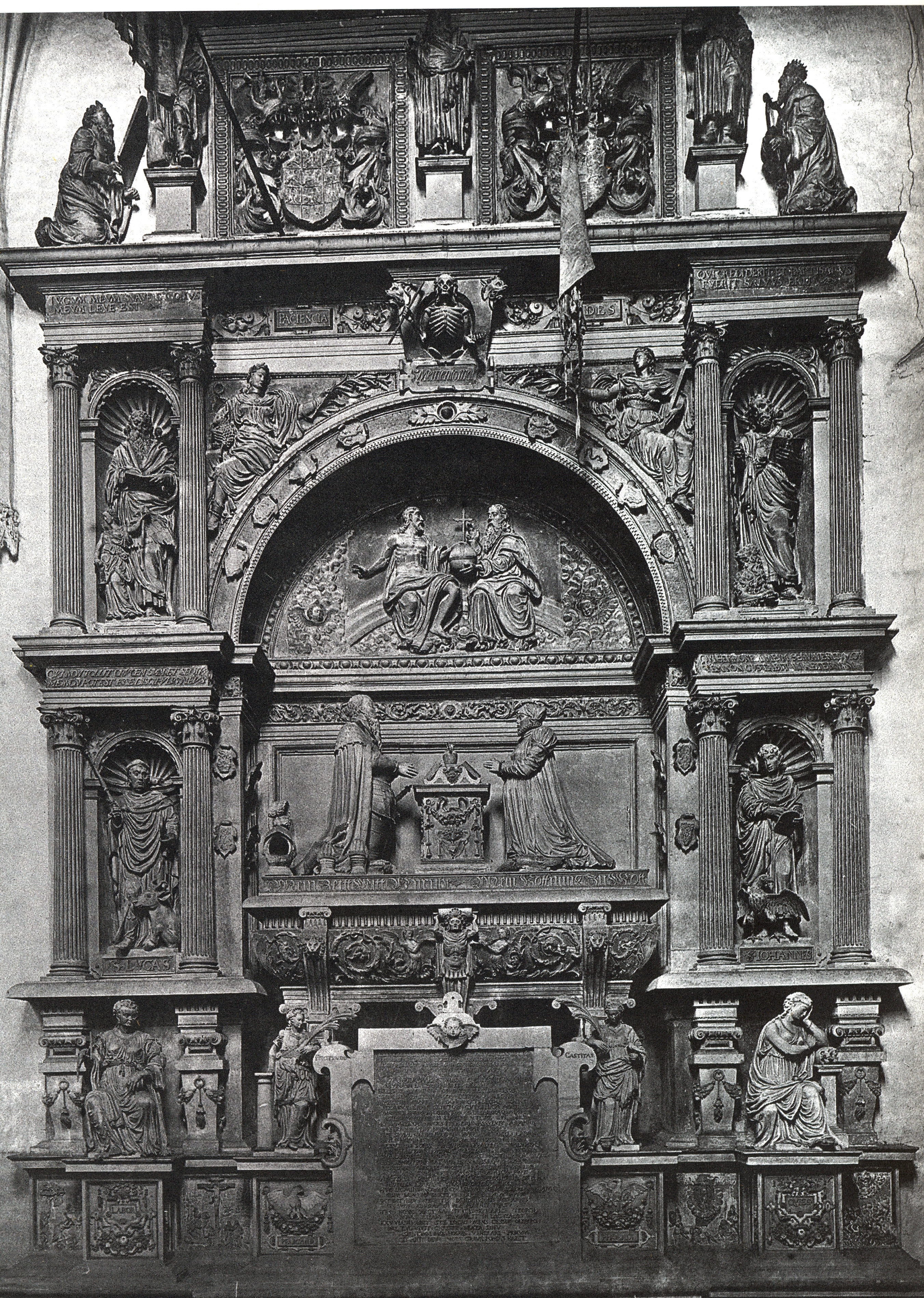
Statthalterdenkmal

Das Statthalterdenkmal im Königsberger Dom (auch als Grabdenkmal für Markgräfin Elisabeth bekannt) ist ein Grabdenkmal, das an die brandenburgische Markgräfin Elisabeth von Brandenburg-Küstrin (1540–1578) und an den Markgrafen Georg Friedrich (1539–1603) erinnern soll. Der Markgraf war Statthalter Albrecht Friedrichs von Preußen, weswegen das Kunstwerk auch als „Statthalterdenkmal“ bezeichnet wird.
Das Kunstwerk schuf 1581/1582 der Flame Willem van den Blocke in Königsberg. Das Denkmal ist laut Baresel-Brand „stark kriegszerstört“ (Stand 2007). Erhalten geblieben sind Teile aus dem 2. und 3. Stockwerk. Nach anderer Quelle (Stand 2007) werden die Überreste jetzt sorgfältig restauriert.

## Lage
Das Grabdenkmal befand sich an der Ecke der Nordwand. Durch die Errichtung des monumentalen Denkmals entfiel ein dort bisher befindliches Fenster; das Grabdenkmal für Herzog Albrecht stand aufgrund des fehlenden Lichteinfalls nun im Schatten.

## Geschichte

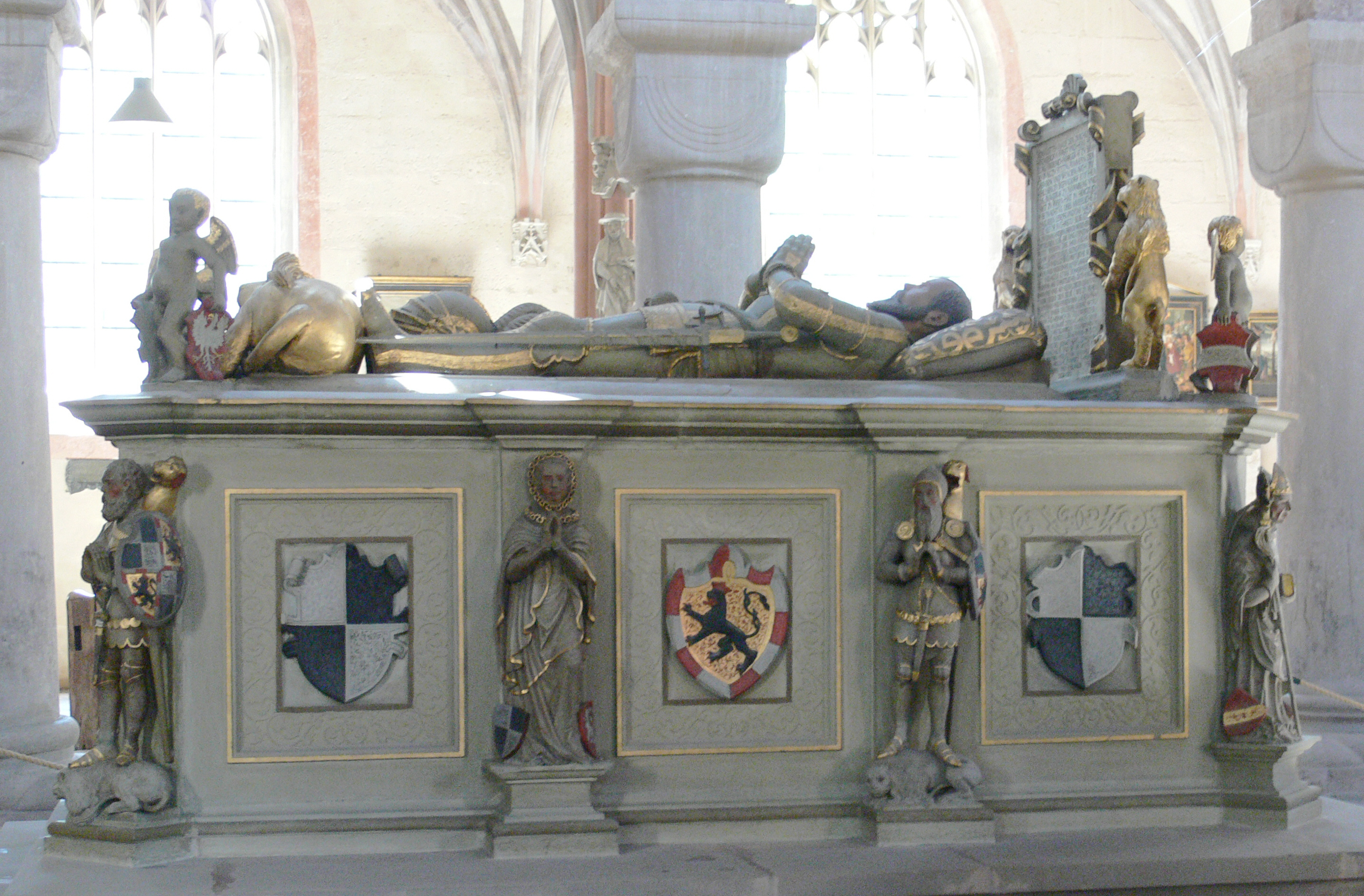
Hochgrab Georg Friedrichs I. im Kloster Heilsbronn

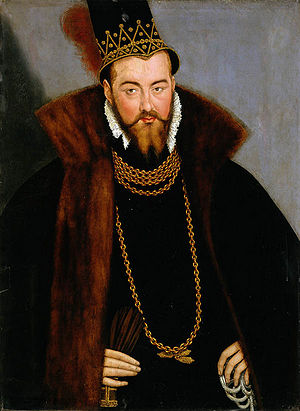
Markgraf Georg Friedrich I. (Gemälde von Lucas Cranach d. J.)

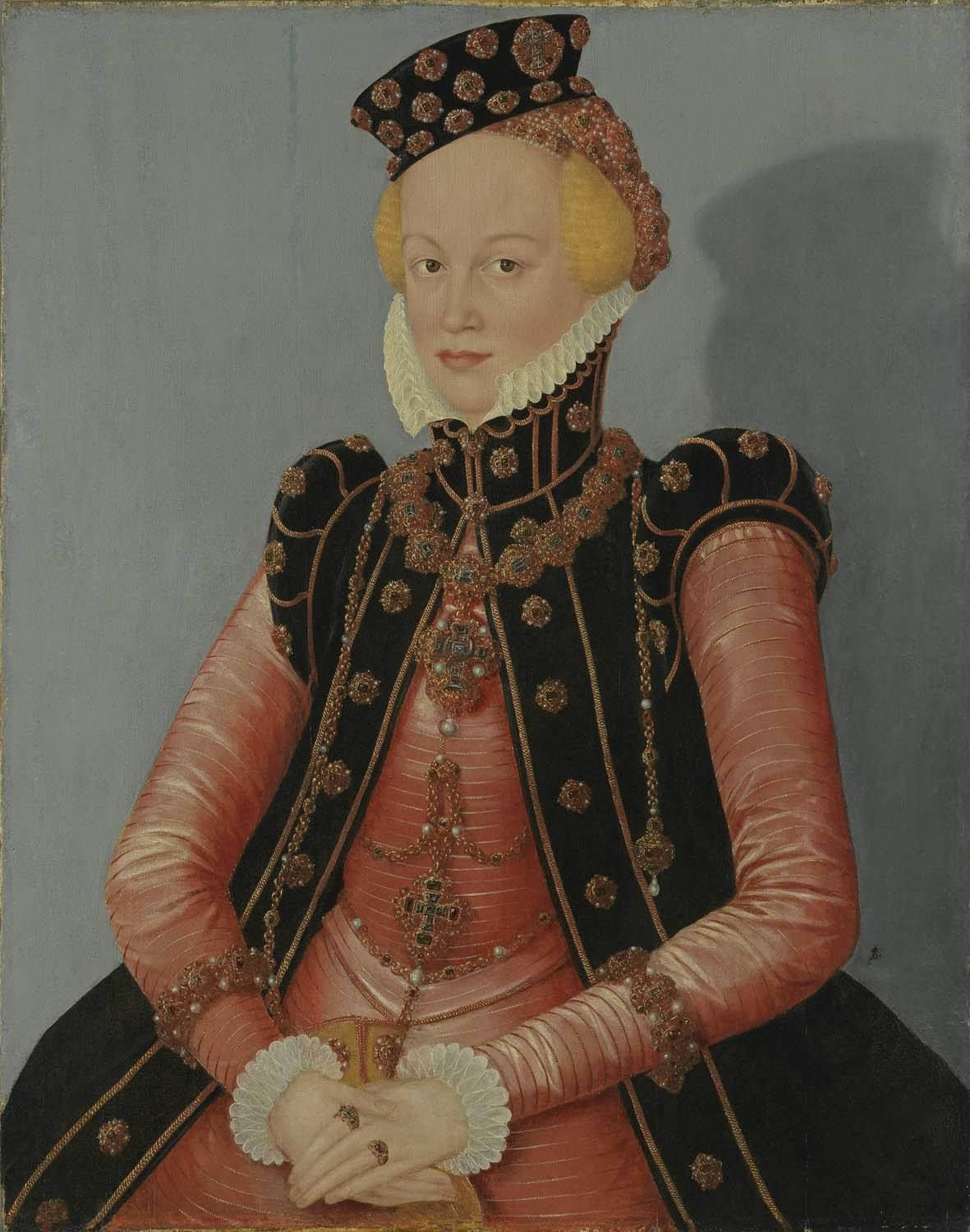
Elisabeth von Brandenburg-Küstrin, erste Frau Georg Friedrichs I.

Das Kunstwerk wurde 1578 aus Anlass des Todes der Markgräfin Elisabeth von ihrem Mann in Auftrag gegeben. Zum Todeszeitpunkt befanden sich die Eheleute zwecks der Verleihung der Herzogswürde an Georg Friedrich durch den polnischen König Stephan Báthory, den damaligen Lehnsherrn über Preußen, am Königshof in Warschau. Der polnische König hatte den Markgrafen 1577 zum Administrator des Herzogtums bestellt und belehnte ihn zum Todeszeitpunkt der Markgräfin mit dem Herzogtum Preußen. Damit sollten die in Preußen regierenden Oberräte entmachtet werden, die noch 1573/74 den Versuch Georg Friedrichs, Administrator und Kurator Preußen zu werden, abgelehnt hatten. Während die Markgräfin Elisabeth im Königsberger Dom beigesetzt wurde, fand der Markgraf Georg Friedrich im Jahre 1603 in der alten Familiengrablege im Kloster Heilsbronn seine letzte Ruhestätte.

## Beschreibung
Die Figuren bestanden aus weißem Alabaster. Die Architektur bestand Adolf Boetticher zufolge aus „öländischem Kalkstein“. Baresel-Brand zufolge waren die Baukosten des Grabdenkmals hoch, weil ein Schiff mit einer Materiallieferung Steine aus Ösel unterging. Man musste daher neues Material aus Danzig kommen lassen, wodurch sich die Baukosten erhöhten und die Fertigungsdauer wesentlich verlängerte.
Erstes Stockwerk
Eine große Rundbogennische bildete den Mittelteil, in dem ein großer Sarkophag stand. Unter dem Sarkophag befand sich eine große Tafel mit der Inschrift
| “Illustrissimae & Laudatiss. Principi Elisabethae natae Pa- tre Joanne Marchione Brandenburgico Illustriss. Princeps DD Georgius Fridericus Marchio, Dux in Borussia Conjugi B. M. L. P. Varia niger rapidis Viadri qua jungitur undis, Divina in lucem prodiit Helisabe Helisabe magni Conjunx. Ducis illa, Borussos Qui simul, & Francos, Elysiosque regit Marchio Custrini Dominus, belloque togaque Clarus, erat genitor, Guelphica mater erat, Johannes, inquam, Genitor, Catharinaque Mater, Eximium generis lumen uterque sui Hos imitata duces, teneris affvevit ab annis AEternum veri Numen amare DEI. Teque simul, verbumque tuum sanctosque labores, Fili hominis, Fili maxime Christe DEI. Illius in solis precibus templisque voluntas: Hic habitans, mundi nescia pene fuit Chara tamen populo: charo jucunda Marito, Ingenio, forma, moribus obsequio. Pieridum sautrix: inopum fidissima nutrix: Sacraque curantum Mater amica fuit. ArCtoas PrInCeps aCCItV regIs In oras HIberno LongVM sVb IoVe feCIt Iter. Hunc Dominum comitata suum, nam semper utramq'; Cum Domino sortem ferre parata fuit Occidit, heu, vitae ter denis junxit ut annis Sex super, ad ripas Istula magne tuas, Teque novis auctum Titulis, Friderice Georgi, Ire Novas etiam compulit in lacrymas. Exuvias habet iste locus: mens cessit Olympo, Inque tuo vivit, Christe, beata, sinu Disce mori, tumulumque, hospes, venerare piorum Scilcet ante DEum mors grave pondus habet” | „Da wo die Warthe sich mischt mit den reißenden Fluthen der Oder, Trat Elisabeth gottähnlich hervor an das Licht, Sie des erhabenen Herzogs Gemahl, der über die Preußen, Ueber die Franken zugleich und die Clusier herrscht. Markgraf, Herr von Cüstrin, im Friedenskleid und im Kriege Hehr, war ihr Vater, von Stamm guelphisch die Mutter ihr war, Hört es, Johann war der Vater und Katharina die Mutter, Von ruhmvollem Geschlecht beid’ ein erhab’nes Gestirn. Diesen ahmte sie nach und liebt’ in zärtlicher Jugend Schon den wahrhaftigen Gott, welcher in Ewigkeit lebt, Dich zugleich und dein Wort und deine geheiligten Werke, Sohn von Menschen und Sohn - großer Erlöser! - von Gott. Flehend erbaute sie sich in stillem Gebet und in Tempeln. Als Weltbürgerin war fast sie entfremdet der Welt. Dennoch theuer dem Volk’, holdselig dem theuern Vermählten Durch Erkenntnis, Gestalt, Sitte, gehorsamen Sinn: Freundin der Musen, der Hülfsbedürftigen treueste Stütze, War sie den Pflegern der Kirch’ immer als Mutter geneigt. Fern an eIsIge Küsten zV gehen, VoM KönIg gerVfen SchIckte zVr Langen ReIs’ an sIch In WInter Der Fürst; [Durch die lateinischen Großbuchstaben wird die Zahl 1578 dargestellt] Diesen Herren begleitete sie, denn immer dasselbe Loos mit dem Eheherrn war sie zu tragen bereit: Ach! da starb sie, als dreimal zehn ihr Leben an Jahren Noch vereinte mit sechs, Weichsel, an deinem Gestad, Dir o Friedrich Georg hat, mit neuen Titel geschmücket, Neue Thränen erpreßt während der Wanderung sie. Ihre Hülle verwahrt hier der Ort, ihr Geist ist im Himmel Und nun in deinem Schooß lebet sie, Christus, beglückt. Lerne sterben und bet’ o Fremdling am Hügel der Frauen, Denn bei Gott hat der Tod wahrlich ein großes Gewicht.“ |

Die Inschriftentafel wurde von zwei Figuren flankiert: Baresel-Brand zufolge handelte es sich dabei um die Tugendallegorien Fortitudo (Säule) und Castitas (Palmwedel). Boetticher bezeichnet sie mit deutschen Begriffen als „Allegorien auf Tapferkeit und Keuschheit“. Auf dem Deckel des Sarkophags kniete das Ehepaar Georg Friedrich und Elisabeth, das vor einem mit Festons geschmückten Altar betete. Unter der Figurengruppe waren folgende Worte zu lesen: „Mein Zeitt Mitt Unruh. Mein Hoffnung Zu Gott.“ Über der Figurengruppe wölbte sich der mit Wappen geschmückte Triumphbogen, in dem die Figuren von Gott dem Vater und dem Sohn gezeigt wurden. Der Gottvater überreichte seinem Sohn die Weltkugel. Die Figuren saßen auf einem Regenbogen, flankiert von Wolken, aus denen Putten hervorblickten. In den Zwickeln des Triumphbogens waren zwei Figuren dargestellt: Die linke stellte eine Allegorie der Geduld (Patientia) dar, die an Fußschellen geschmiedet war, die rechte eine Allegorie des Glaubens (Fides). Der Schlussstein, der den Triumphbogen abschloss, zeigte ein Skelett mit der Unterschrift: „Memento mori (Denke daran, dass du stirbst)“.
Die große Rundbogennische wurde an den Seiten von vier kleineren Rundbogennischen mit korinthischen Säulen mit Gebälk geschmückt. Die beiden Seitenteile ruhten jeweils auf Postamenten. Auf den zurücktretenden Postamenten waren Hermen mit ionischem Kapitell dargestellt. Auf dem hervortretenden Postament stand links die „Personifaktionen von Labor und Quies, letztere mit dem Attribut des Totenschädels versehen“. Adolf Boetticher zufolge, der die deutschen Begriffe verwendet, waren es die Allegorien auf Arbeit links und Ruhe rechts. Darüber standen in den kleinen Rundbogennischen die vier Evangelisten, von Muscheln bekrönt. Rechts unten stand die Figur des Evangelisten Lukas, darüber die des Evangelisten Matthäus. Auf der anderen Seite befand sich unten die Figur des Johannes, darüber die des Markus.
Die Säulen wurden oben von einem dreiteiligen Abakus geschmückt, zudem befand sich dort ein Fries geschmückt mit Bibelzitaten. Darauf lag ein Gesims, das über die ganze Breite des Grabdenkmals ging.
Zweites Stockwerk
Im zweiten Stockwerk des Grabdenkmals befanden sich Adolf Boetticher zufolge auf hohen Sockeln die Figuren der drei Erzväter, aus denen laut biblischer Überlieferung die Zwölf Stämme des Volkes Israel hervorgingen: Abraham mit seinem Sohn Isaak und seinem Enkel Jakob. Zwischen den Figuren befanden sich große Wappendarstellungen. Baresel-Brand vermutet insgesamt „drei Landeswappen der Territorien Georg Friedrichs“. Auf der linken und rechten Seite knieten Adolf Boetticher zufolge der Prophet Moses mit den beiden mosaischen Gesetzestafeln und König David mit der Harfe.
Drittes Stockwerk
Über den Relieftafeln waren zwei große Medaillons oder Schilder, die in Obelisken endeten. Sie zeigten Trophäenreliefs. Auf dem linken Schild wurden Zepter, Spaten sowie Krone und Pilgerhut gezeigt mit der Inschrift: „Mors sceptra ligonibus aequat (Der Tod mit seiner Hacke macht die Höchsten gleich)“. Auf dem rechten Schild wurde ein Gerippe gezeigt, aus dem Ähren emporwuchsen, mit der Inschrift: „Mors spes altera vitae (Der Tod ist des Lebens neue Hoffnung).“ Adolf Boetticher zufolge befand sich dort das Relief des Jüngsten Gerichts mit den Figuren von Jesus, Maria und Johannes.

## Kunstgeschichtliche Bedeutung
Georg Dehio/Ernst Gall bewerten das Denkmal wie folgt: „Das riesige Denkmal der Markgräfin Elisabeth […] wiederholt geschickt die Hauptformen des Albrechtsdenkmals, das Ornament aufdringlich, die architektonische Klarheit verdrängend, das Figürliche gedrungen schwerförmig mit dichterem Faltengefüge […]“. Auch Karl Faber und Anton Ulbrich sehen im Grabdenkmal des Herzogs Albrecht das Vorbild für das Epitaph der Markgräfin Elisabeth., das aber „größer als das Albrechtsdenkmal“ und damit das größte Denkmal im Königsberger Dom war. Das Grabdenkmal war „manieriert im Figürlichen“.